# Laupāhoehoe
Laupāhoehoe est une ville de l’État d'Hawaï, aux États-Unis. Elle a le statut de census-designated place.

## Démographie
| 2000 | 2010 | 2020  | - | - | - |
| ---- | ---- | ----- | - | - | - |
| 448  | 581  | 1 147 | - | - | - |